# Małgorzata Sznicer

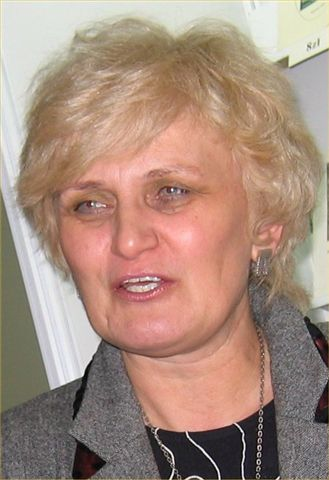
Małgorzata Sznicer, Warszawa, 2004 r.

Małgorzata Sznicer (ur. 6 maja 1954 r. w Sosnowcu) – dziennikarka, animator kultury, propagatorka i menedżer muzyki poważnej i literatury, autorka tekstów pieśni.

## Życiorys
Studiowała filologię polską na Uniwersytecie Śląskim w Katowicach, odbyła także studia podyplomowe Public Relations w Akademii Ekonomicznej w Katowicach (2005-2006). Pracę magisterską o motywach erotyki w twórczości Zygmunta Krasińskiego, pod kierunkiem prof. Ireneusza Opackiego, obroniła w 1977 r. W latach 1978–1980 była dziennikarką śląskich czasopism (np. „Trybuny Robotniczej”), pisząc głównie o literaturze.
Założycielka Agencji Artystycznej „Presto” (w 2000 r. wydała np. płytę CD Jolanty Wrożyny pt.: L’enfant terrible, zawierającą aranżacje znanych i lubianych utworów muzyki poważnej). Była także menedżerką artystki (1998-2001). Od 1998 r. pracowała w dziale muzyki Biblioteki Śląskiej w Katowicach. Zajmowała się również organizacją koncertów muzyki poważnej w kraju i za granicą (np. koncerty muzyki śląskiej w Houston, USA). W latach 2001–2002 objęła funkcję dyrektora ds. impresariatu Filharmonii Śląskiej w Katowicach, następnie, w latach 2004-2006 była kierownikiem działu promocji Biblioteki Śląskiej w Katowicach, gdzie prowadziła i organizowała m.in. dyskusje z pisarzami, a także spotkania, podczas których przedstawiane były nominacje do Śląskiego Wawrzynu Literackiego - nagrody Biblioteki dla najlepszej książki roku. Od listopada 2006 r. pełni funkcję zastępcy dyrektora w polskim oddziale niemieckiej agencji public relations Allendorf Media AG SA, z siedzibą w Katowicach.
Zajmuje się badawczo twórczością kompozytorów: Romana Maciejewskiego i Bogusława Madeya. Publikuje na łamach „Książnicy” i „Silesia News”. Jest miłośniczką muzyki poważnej oraz Qigong. Mieszka w Sosnowcu.

## Twórczość

### Poezje
- To ja... (Biblioteka Śląska 1999, ISBN 83-87849-55-3)
- Sama ze sobą (Ilustracje: Ewa Paździora-Palus; Nowy Świat 2006, ISBN 83-7386-154-8)

### Opracowania
- Śląski Wawrzyn Literacki 2004 (wespół z Janem Malickim, Biblioteka Śląska 2005, ISBN 83-87849-92-8)